# Melcul pe povârniș
Melcul pe povârniș (Улитка на склоне) este un roman științifico-fantastic de Arkadi și Boris Strugațki.
În primăvara lui 1966 frații Strugatski publică în Uniunea Sovietică (în colecția de fantezie "Эллинский секрет") Pădure, prima parte a romanului Melcul pe povârniș. În revista "Baikal", în 1968, a fost publicată, de asemenea, o parte a romanului. Romanul nu a putut fi publicat în întregime în URSS, fiind publicat integral în străinătate în 1972 (în Germania). A fost publicat pentru prima dată în URSS în 1984.
Autorii au considerat acest roman că fiind cel mai perfect și cel mai important din scrierile lor..
Romanul Беспокойство (cu sensul de Anxietate / Îngrijorare) din 1965 și publicat abia în 1990 conține prima variantă a poveștii din romanul Melcul pe povârniș. Doar Беспокойство este setat în Universul Amiază și doar în acest roman planeta pe care are loc acțiunea este numită ca fiind Pandora.
Lumea descrisă în romanul Melcul pe povârniș nu are nimic în comun cu cea a Universului Amiază, fie doar și din cauză că în această lume se folosesc  banii, iar mărimea salariilor și a primelor au o importanță deosebită pentru locuitorii ei.

## Prezentare
Romanul prezintă lupta omului cu Pădurea pe o alta planetă care se transformă într-un război al omenirii împotriva ei însuși.
Liviu Radu este de părere că autorii sugerează că „Pădurea este un organism unic,extins la nivel planetar, un organism cu o logică imposibil de descifrat de coloniștii umani. Aceștia remarcă doar aspectul schimbător al Pădurii, capacitățile acesteia de a produce ființe bizare - și faptul că, practic, nu poate fi exploatată ca o pădure obișnuită”.
Povestea romanului este prezentată în două planuri. Unul descrie activitatea coloniștilor tereștri și sforțările acestora de a exploata Pădurea, iar celălalt punct de vedere prezintă tentativele lui Athos de a ajunge în Oraș. Athos locuiește printre băștinași dar nu-și mai aduce aminte cine este el cu adevărat - însă din descrierea pe care i-o fac autorii romanului reiese că Athos este un colonist care după ce a suferit un accident și-a pierdut memoria. Dar Athos bănuiește că în legendarul Oraș (pe care nu l-a văzut nici unul dintre săteni) ar putea să afle răspunsul întrebărilor sale.

## În limba română
În România a apărut în 2011 la Editura Paralela 45, fiind tradusă de Valerian Stoicescu, având o postfață de Liviu Radu.

## Controverse
Există unele asemănări izbitoare între filmul lui James Cameron Avatar (2009) și "Pădure", prima parte a romanului, așa cum este confirmat și de către Boris Strugatski însuși. În film însă conflictul are loc între oamenii invadatori și băștinașii Pandorei, în timp ce în roman are loc un conflict intern al societății native, în timp ce oamenii rămân total străini și neimplicați. De asemenea James Cameron  neagă orice inspirație pe baza romanului fraților Strugațki. Mai mult, numele Pandora care apare în film pare a fi inspirat din numele romanului Pandora. Incidentul Iisus. Decorul din Avatar are asemănări mari cu Pandora. Incidentul Iisus. Planeta are un nivel de interconectare global, plante conștiente de care toate formele de viață de pe planetă sunt dependente. Planetele poartă chiar același nume, Pandora, iar pe fiecare dintre acestea apare un conflict între oameni cu tehnologie (în carte oamenii de pe nava spațială, în Avatar Compania/pușcașii marini) și oamenii subjugați de această tehnologie (clonele din carte, băștinașii din Avatar).